# لي ألين (مصارع رياضي)
لي ألين (بالإنجليزية: Lee Allen)‏ هو مصارع رياضي أمريكي، ولد في 28 ديسمبر 1934 في سانت فرنسيس في الولايات المتحدة، وتوفي في 11 يونيو 2012.

## وصلات خارجية
- لي ألين على موقع قاعدة بيانات المصارعة الدولية (الإنجليزية)
- لي ألين على موقع أوليمبيديا (الإنجليزية)